# 地震預警系統

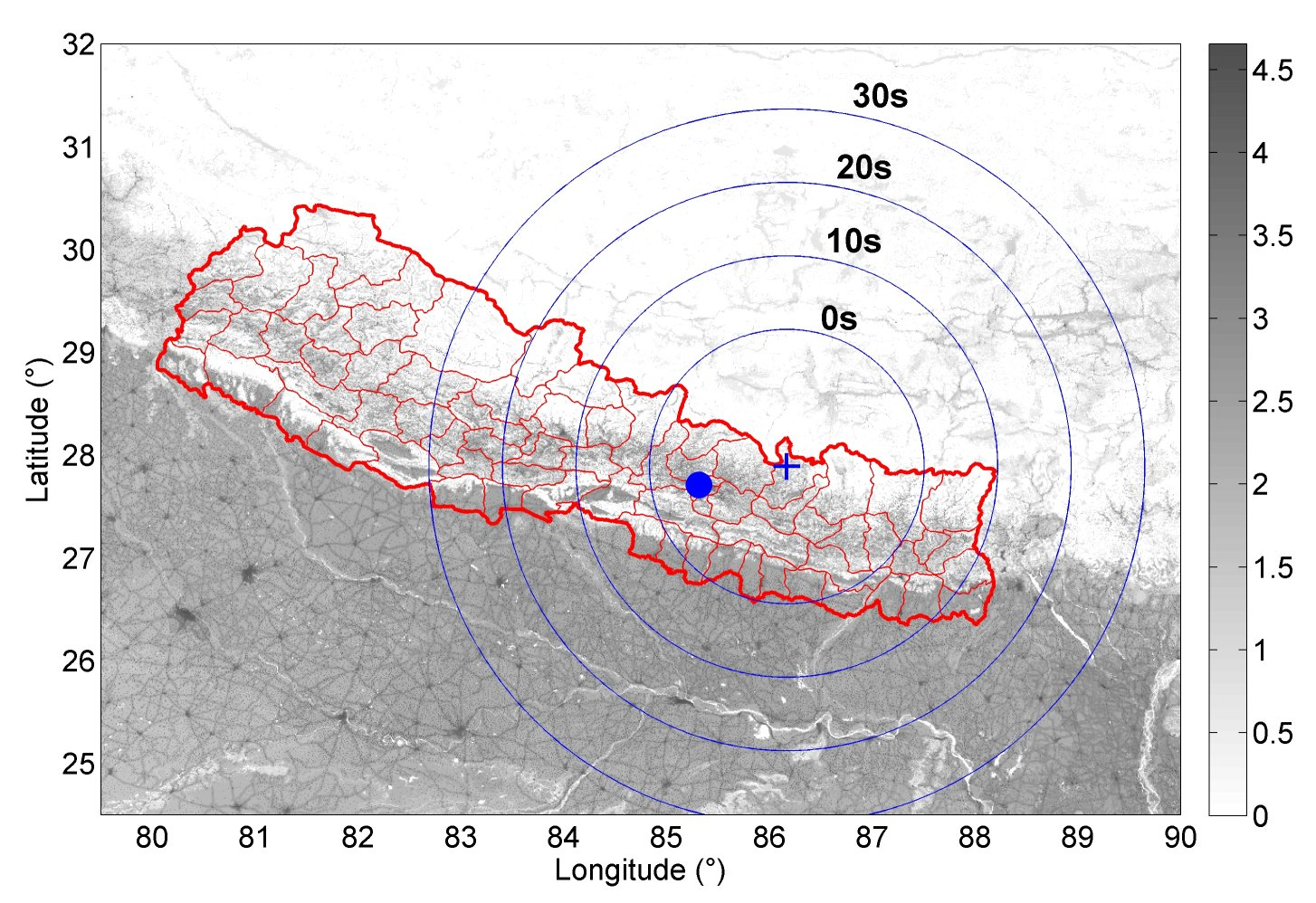
2015年5月尼泊尔地震期间地震网络项目发出地震警报的预警时间。十字标记标绘地震震中，而点标记显示检测位置。图中可见该次地震对中国西藏大部地区而言，预警时间可达10秒以上。

地震预警系统（英語：或），是指依托潜在震源地附近的地震台网，在震后数秒内快速估算地震影响范围和震害程度，在破坏性的S波和面波到达设防区域前发布警报的实时地震信息处理系统。
地震预警系统利用P波传播速度较快、幅值较小，S波和面波传播速度较慢、幅值和破坏性较大以及电磁波传输速度远大于地震波的特性，通过读取分析布设在各地的实时传输地震监测台站的记录数据，快速对地震要素进行评估，来向预警设防区域发布警报，以避免人员伤亡和财产损失。
地震预警系统的概念由美国地震学家库珀于1868年首次提出，并于1964年在日本首次投入实际应用。墨西哥则于1993年建成了首个面向公众使用的地震预警系统。目前，日本、墨西哥、罗马尼亚、中华人民共和国、中华民国、土耳其、意大利、法国等已经建成地震预警系统，其中土耳其和罗马尼亚为区域性预警系统，法国、中华人民共和国等国为特定设施专用预警系统。而美国、意大利、加拿大等国的全国性地震预警系统尚处于在建或筹建阶段。

## 历史

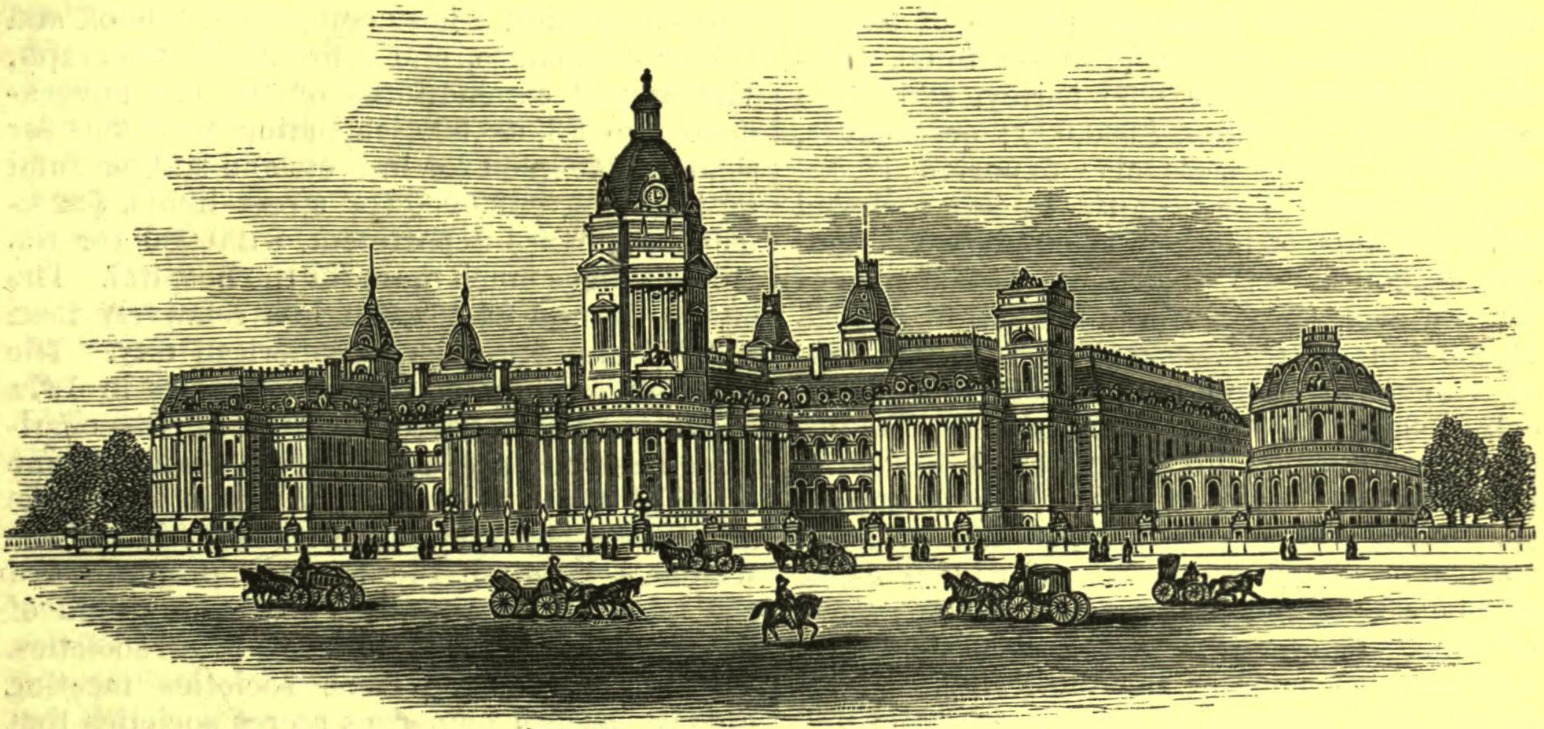
1879年的旧金山市政厅。库珀设想在收到远处地震台站的发震数据时，敲响市政厅内放置的警钟，以警示附近居民。

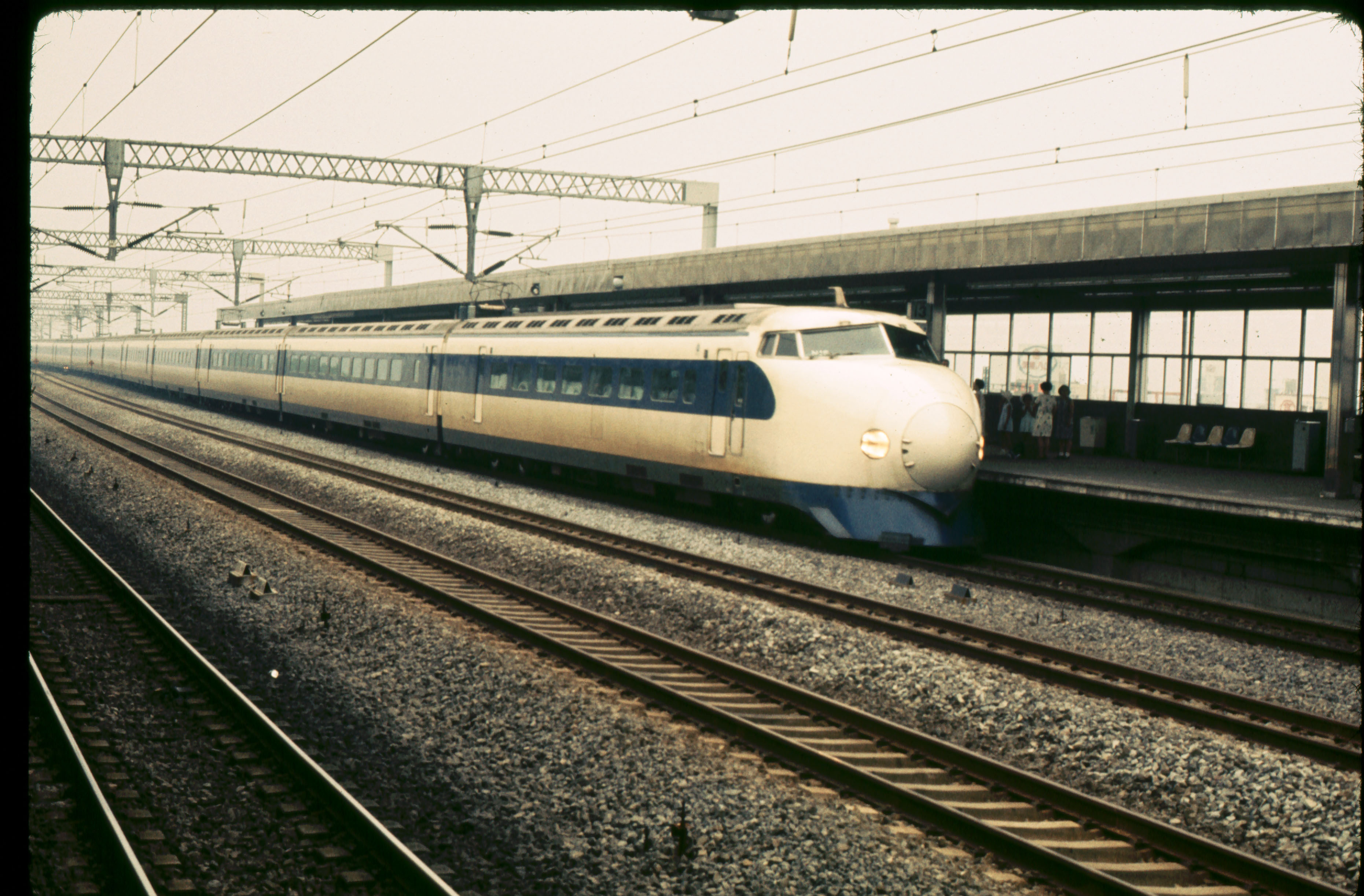
1970年，在日本神奈川县小田原站停靠的新干线0系电力动车组。日本国铁于1964年在东海道新干线布设地震预警系统，这是地震预警技术的首次实际运用。

在1868年海沃德地震后，美国地震学家J·D·库珀（J.D.Cooper）首次提出了地震预警的概念。他设想在距旧金山以外100千米、地震活动性很高的霍利斯特地区架设地震观测台站，利用电磁波和地震波的时间差，在观测到地震发震后及时敲响旧金山市政厅内的警钟，从而使旧金山市民有时间寻求紧急逃生避险。但由于技术限制等原因，这一设想当时并未实现。
1950年代末，日本国有铁道就已在所属的铁路干线上部署简易的报警地震仪，以试验地震警报系统的运行效果。1964年，日本国有铁道在东海道新干线沿线布设了一系列的地震监测台站，并为之设计了一套报警器—地震计（Alert-seismograph）方式的地震预警系统，这使得日本成为世界上第一个实现地震预警的国家。这种预警系统通过沿线台网单台记录到的峰值加速度发布预警信息，因此局限性较大，误报和漏报事件时有发生。
1981年，地震学家安德森（Anderson）最早提出了一种根据台站到时顺序进行地震实时定位的算法，开创了实时地震定位技术的先河。1982年，日本国有铁道铁道技术研究所开始了新一代地震预警系统的研发，即地震动早期检知警报系统。这一预警系统采用现地预警模式，通过采集单台或多台设备的P波信息并加以运算得到震中位置、震级大小等参数。
1985年，地震学家希顿（Heaton）给出了一个现代化的计算机地震预警模型，搭建了一种基于密集监测台网的简单预警模型，为后续地震预警系统的研发作出了铺垫。
1987年，鉴于1985年墨西哥城大地震给墨西哥腹地造成了重大的人员伤亡和财产损失，墨西哥政府自当年起开始资助加速度计的部署工作，以便及时获得相应地区的地震信息。在地方政府的支持下，墨西哥地震仪表与记录中心开始了地震预警系统的研究和开发工作。并在1991年9月正式对“墨西哥城地震预警系统”开展试运行工作，最初仅在墨国西部海岸地区部署了12个台站，并对一些小学开展了广播早期警报试验。1992年，在墨西哥城政府的组织下，就地震预警系统进行了多次公众评议，并吸收了来自公共和私营组织的建议。1993年8月，该系统正式投入使用，成为全球首个面向公众的地震预警系统，也是首个采用异地预警模式的预警系统。
1995年9月14日，在格雷罗地震中，该系统在地震波到达前72秒发布了地震预警，为紧急避险赢得了大量时间，这是世界上首次对公众发布地震警报。

## 原理

中华民国交通部中央气象署地震预警（强震即时警报）系统的原理图。当地震发生后，震源向外传播P波、S波时，地震监测台站接收到到达监测区域的地震波后，可将观测资料传到监测中心，经分析计算后，抢在地震波到达前对设防区域发布地震预警。

地震预警技术是指在地震发生后、而未及造成严重破坏前，通过无线电向外界发布警报的技术。地震预警系统必须首先侦测确定一个破坏性的地震后才能发布有用的地震预警信息。地震发震后，具破坏性的S波（每秒3.2至4千米）传播速度较慢，而由于电磁波比地震波快，系统可以把监测设备观测到的P波（每秒5.5至7千米）信息转为电磁波，在地震波到达前数秒甚至几十秒发出预警。
一般而言，地震预警系统可分为异地预警模式、现地（原地）预警模式与混合预警模式。
异地预警模式是在距预警设防目标区一定距离外的潜在震源区布设观测台站，当观测到破坏性地震动之后再向其他地区发布警报信息的预警方式。该模式能够为预警设防区提供足够的预警时间，提高地震要素测算精度，但需要架设足够的地震台站组成预警台网，成本投入较高、复杂程度较大。同时，采用这种模式组网地震预警系统时，应当对潜在震源区有充分的了解。
现地（原地）预警模式是利用在某地布设的地震观测站触发后前若干秒的信息对地震的破坏性即时作出判断，并向当地发布警报消息的预警手段。这一模式一般依靠个别台站触发，能够有效降低预警布设成本、缩小预警盲区范围。但该模式只能对一定区域进行重点设防，可用信息少，预警准确性低。在地震预警技术研究的早期，受台网密度和观测技术等条件的局限，多采用现地预警模式加以设计。
目前，随着观测仪器、测量技术和数据传输处理方式等地震预警关键技术的发展，同时采用异地预警和现地（原地）预警模式的地震预警系统数量增加。混合预警模式能够充分结合两种预警方式的优势，更加充分地利用台网数据资源。

## 架构
就功能模块而言，一套完整的地震预警系统至少应当包括实时地震定位、实时震级计算、预警目标区烈度估计及预警信息发布等四个重要功能模块。而就基本流程论，地震预警系统则由观测系统、数据分析处理系统、决策及信息发布系统等三个子系统组成。
分布在各地的监测台站构成了观测系统，观测系统在获取数据后通过实时传输通信线路将观测数据传送至分析处理中心。数据分析处理系统作为地震预警系统的核心，实时接收自观测系统上传的数据流，对数据流加以实时处理，并对地震动参数予以实时测算，亦对地震动场给以实时估计。
决策及信息发布系统根据预先设定好的预警信息发布策略对数据进行判读，根据对应的预警级别在手机短信、广播电视、警报汽笛、电脑手机等信息渠道发布预警信息。

### 观测系统

单台预警定位沃罗诺伊图。每个地震台站依据其监测范围形成职守区域。观测系统可以依据单台或多台观测数据和职守区域粗略判定地震发震区域，为台网中心提供决策辅助。

由于地震预警系统的首要职能是检测灾害性地震的发生，因此观测系统被认为是地震预警系统的核心要素之一。在地震预警最初始阶段称为“波前探测”。在这一阶段内，预警台网需要探测某点位的强地面震动强度，并根据初始信息对地震震中进行实时定位，从而触发邻近台站进行观测定位。当第1个台站触发后，观测系统每隔1秒扫描震源在三维空间内的概率值，通过搜索空间中概率的极大值来给出震源可能的位置。
在获知地震震源的大致位置后，预警台站通过分析其捡拾到的P波波形来预估地震规模的大小。在现地（原地）预警模式中，单台观测系统根据P波的变化来估计地面峰值加速度、峰值速度及烈度参数，上传至数据分析处理系统以供预警决策。高速铁路等专用预警系统主要采用此法进行早期预警，如日本国有铁道的系统即使用P波前3秒数据来估计震源参数，用卓越周期来估计地震大小，用P波振幅和震级估计震中距离，用质点运动方向估计地震方位角和震源深度，从而即时传送预警信息。
而在异地预警模式中，台网观测系统将获知的波形数据流直接回传数据分析处理系统，由台网中心进行分析运算。墨西哥地震预警系统是最先采用该手段的预警系统，该系统通过求取每一个台站从P波开始窗长为2倍的S-P到时差的地震波能量及测量能量增长的速率来确定震级标度关系，并根据经验关系确定地震是强震级还是中强震级，为数据分析处理系统提供决策辅助。

### 数据分析处理系统
地震预警系统的数据分析处理系统由监控主机、通信设施、数据处理服务器、web服务器和数据库服务器等硬件组成。采用现地（原地）预警模式时，监控主机设置在预警监测台站内，处理本台的地震数据，自行决定采取的措施。而在使用异地预警模式时，监控主机利用数据处理服务器接通地震预警系统各子系统的通信联络、自动分发强震仪的数据包、捡拾地震波震相。数据库服务器分析各台站的震相到时，再根据数据库内各台站的地理位置及活动断层信息，生成地震震级、震中、破坏程度、震动图等参数的估计值。
在拾取到地震波的同时，观测系统通过小时延高速网络用尽可能少的时间将地震数据传送到分析处理中心。分析处理中心利用台站获得的地震动参数与信噪比进行地震的观测，在单一台站超过预警阈值即播发地震预警信息。数据分析处理系统通过选定的地震动参数进行预警触发。不同预警系统对地震动参数的选择略有不同，如美国地质调查局使用地面峰值加速度和峰值速度来计算仪器烈度值，而中国地震台网则主要选用进行基线校正处理后具有一定有效持时的三方向合成峰值加速度计算地震仪器烈度。

### 决策及信息发布系统

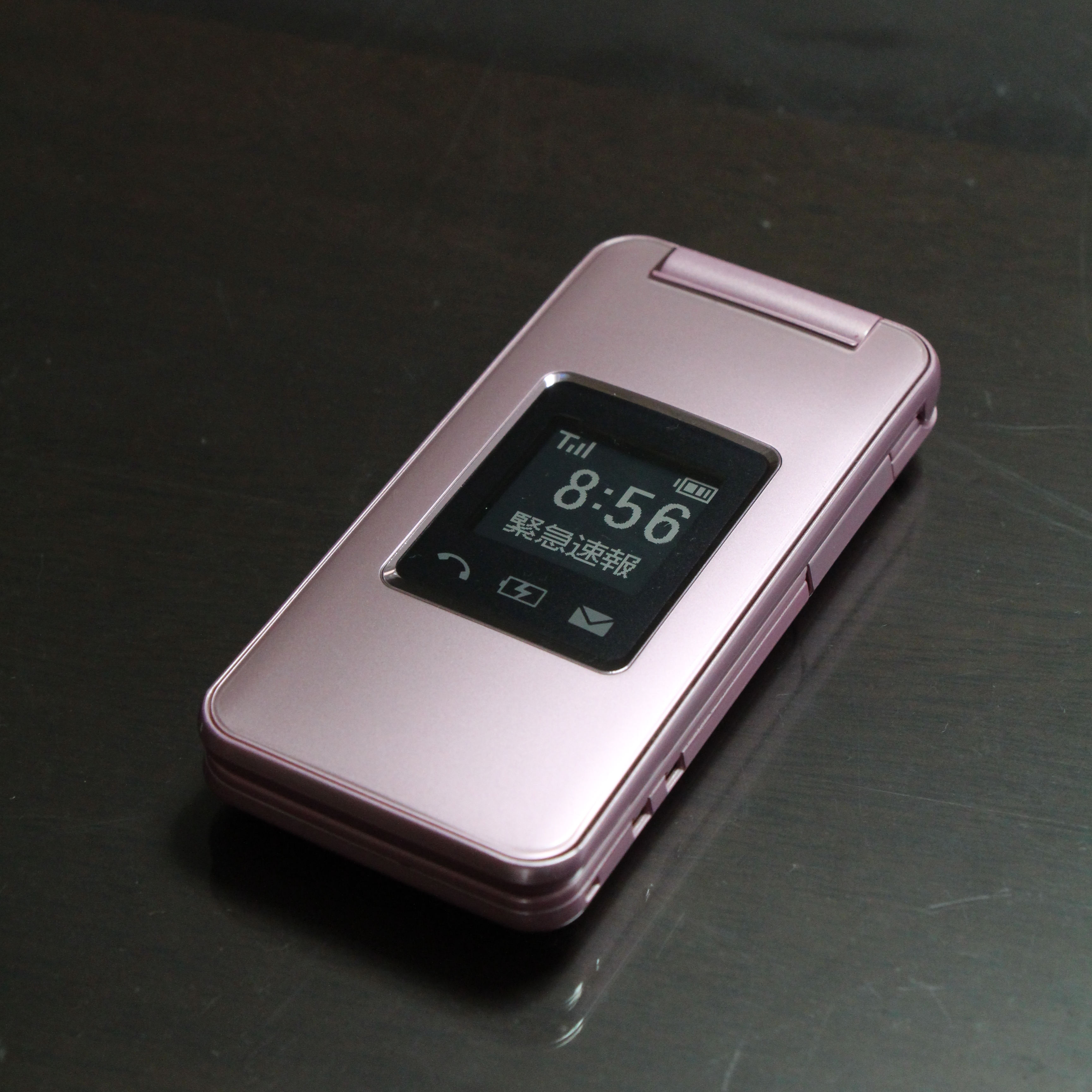
2017年，接收到紧急地震速报的一部软银108SH手机。信息发布系统能够将其生成的地震预警信息发送给用户，以供公众应急避险。

数据分析处理系统在完成参数分析后，会将需要发布的预警信息传送至决策系统进行判读，随后以各种形式向预警终端和用户播发地震警报。
广播电视机构是公众预警的首要播送对象之一。利用公共媒体进行地震预警的最初尝试始于1995年，墨西哥城的商业广播电台自当年9月起开始在调频、调幅波段中发布“公开性预警信息”，最早的地震预警插播由人工插入磁带完成。墨西哥广播电视机构其后改采专用音频控制系统进行自动广播，从而保证了地震预警的时效性。此外，日本广播协会则于2007年10月1日后正式将紧急地震速报导入电视和广播节目中，当接收到气象厅发布的紧急地震速报（警报）时，日本广播协会会中断正常节目，采用地图和文字结合的方法呈现预警内容。
同时，地震预警亦可通过专用报警器、计算机软件、移动应用程序、小区广播等形式发布。譬如，日本三大移动电话运营商NTT DoCoMo、au和Softbank自2007年起开始提供紧急地震速报业务。中华民国中央气象局也于2016年7月推出自行开发的移动应用程序，并提供该局发布的强震即时警报、地震报告、海啸信息等服务。
在面向普通公众发布预警时，地震研究机构多采用预警等级分级的方式以提高预警效能。如日本紧急地震速报系统依据估计烈度值将预警分为“紧急地震速报（预报）”和“紧急地震速报（警报）”两种，并仅向公众发布“紧急地震速报（警报）”。中华人民共和国国家地震烈度速报与预警工程则依据国家突发公共事件应急响应机制将预警级别分为地震蓝色预警、地震黄色预警、地震橙色预警和地震红色预警。而墨西哥地震预警系统就根据预计震级数大致将预警分为面向特定场所的“预防性预警信息”和面向全体公众的“公开性预警信息”。

## 应用

### 中国大陆地区

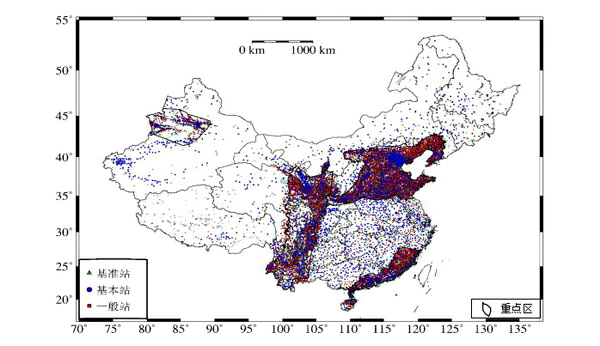
国家地震烈度速报与预警工程计划部署的监测台站分布图，由图中可见监测台站密集分布于重点地震预警区，形成绵密的地震预警网。

中华人民共和国对地震预警系统的研究历史可以追溯到1990年代中期。1994年，在广东大亚湾核电站运营之初，国家地震局工程力学研究所就为之配备了一套由6台加速度计、4台峰值加速度计及2个地震触发器组成的地震报警系统。当观测地震动超过预先设定的阈值，中心控制室的报警器就会自动报警，经专家系统决策后即可立即采取紧急处置措施。其后，浙江秦山核电站、广东岭澳核电站中也采用了相应的地震报警装置。2007年，中华人民共和国在冀宁高压输气管道项目中建设了该国第一个输油气管道的地震预警系统。2011年年中，京津、京沪高铁地震监控预警系统通过验收，这是地震预警技术在中华人民共和国铁路系统的首次运用。
2008年汶川大地震后，中华人民共和国政府决心建设全国性的地震预警系统——国家地震烈度速报与预警工程（简称“国家地震预警工程”）。中国地震局于同年开始实施《地震预警系统研究及系统建设》等两项地震行业专项，并于2010年实施国家科技支撑项目《地震预警与烈度速报系统的研究与示范应用》，并在福建省、首都圈地区、甘肃省兰州市部署了地震预警示范系统。2015年7月起，中国地震局启动了项目可研工作，其项目可研报告已于2017年2月得到了国家发展和改革委员会批复。2024年7月25日，中国地震局宣布国家地震预警工程通过竣工验收。
中国地震局合共计划在中国大陆建设地震预警台站15510个，包括1960个配置测震仪和强震仪的基准站、3309个配置强震仪的基本站以及10241个配置烈度仪的一般站。实际建成地震预警台站15899个、地震预警终端12082个。
除中国地震局的国家地震预警工程外，中国大陆另有民营成都高新减灾研究所建设的ICL地震预警技术系统一家自行架设预警台站的第三方地震预警网。该系统于2012年投入使用，通过简易的加速度计、嵌入式转换器等设备实现地震预警功能，并通过付费订阅、地震预警仪器销售、技术出口等方式实现盈利。

### 法国
法国国家铁路在长度约250千米的法国高速铁路地中海线沿线设置了24个地震监测点，构成了地中海线地震预警系统。各地震监测点平均间隔10千米，且与位于马赛的控制中心及位于巴黎的法国国家地震局验证中心相连。当预警系统监测到的地震动超过65伽的预警阈值时，可向列车发出运行指令扣停列车。该系统的预警准确率高，但信号传输环节过多、延时长，预警时效性不足。

### 意大利
意大利目前建有一个实验性的地震预警系统。意大利研究人员利用该国南部伊尔皮尼亚（Irpinia）地区的28个监测台站所构成的台网产出实时观测数据，并籍此设计了采用概率进化算法的地震预警系统。该系统能够较准确地判定地震的震中和震级等要素，但对峰值地震动的估计值偏差较大。研究人员同时认为，该系统的对大规模地震的处理能力不佳，大震时震源的有限性可能对系统性能的发挥产生较大影响。

### 日本

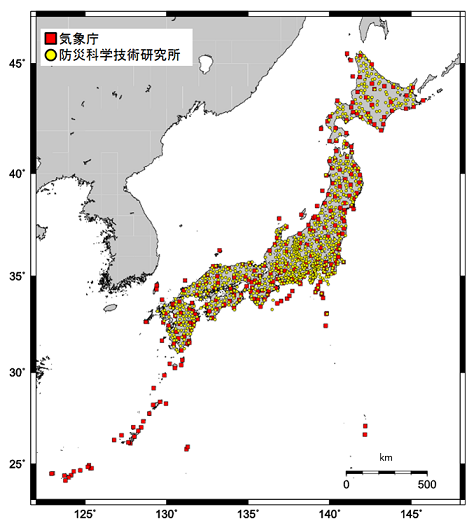
截至2018年4月1日，日本紧急地震速报系统使用的监测台站分布图。

目前，日本国内有多套地震预警系统正在运行，包括面向公众的紧急地震速报系统（日语：緊急地震速報）和面向新干线铁路系统的地震动早期检知警报系统等。
1964年，日本国铁铁道技术研究所设计的新干线报警器—地震计式地震预警系统首先为东海道新干线提供服务，其后扩展到多条高速铁路线上。1982年，日本国铁将改进后的报警地震仪安装在新开行的东北新干线上。日本国铁总共安装了四百余台报警地震仪，在常规铁路线上架设间距为40至50千米，新干线上布设间距为20千米。但这种报警地震仪在实践中暴露出预警时效性差和误报率高的特点。1983年，铁道技术研究所结合报警地震仪的使用情况推出了系统，并于同年完成了原型系统，亦于次年完成了试验观测。1989年左右，铁道综合技术研究所开始在东海道新干线设置系统。考虑到多台站系统的复杂性和网络系统的脆弱性，该系统采用单台信号预警模式，能根据地震波形估算地震震级和震源深度，对20千米以内的破坏性地震发出预警。1995年阪神大地震后，铁道综合技术研究所对原有系统加以改进，推出了系统，并将预警范围扩展到200千米。
1995年的阪神大地震促使日本发展全国性的地震预警系统。由文部科学省主导研制的紧急地震速报系统基于部署在日本全国各地的观测台站为日本全体国民提供了地震预警服务。2004年2月，日本气象厅和防灾科学技术研究所开始对紧急地震速报系统进行在线测试。并于2006年8月至2007年10月开始向部分用户发送测试性警报信息。2007年10月1日，紧急地震速报系统正式开始向全体公众发布地震预警信息。
截至2018年7月，在日本全国范围内被日本气象厅用于烈度观测的地震台站共有4372个，其中属于气象厅的有670个，属于地方自治体的有2913个，属于防灾科学技术研究所的有789个。

### 墨西哥

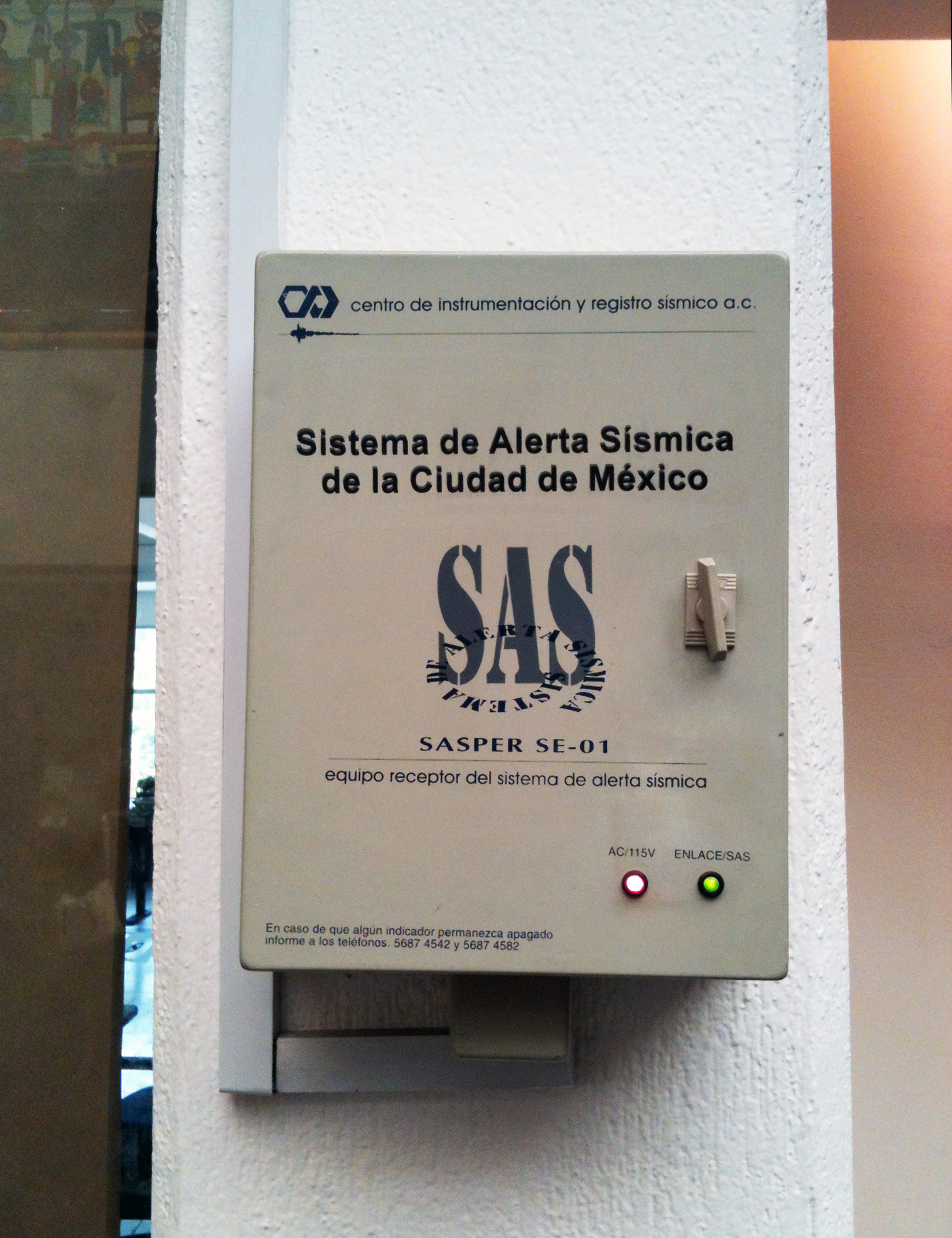
位于墨西哥国立自治大学图书馆的一个地震预警接收机。

墨西哥的地震预警系统原有两个，分别名为“墨西哥城地震预警系统”（西班牙語：Sistema de Alerta Sísmica para la Ciudad de México, SAS）和“瓦哈卡市地震预警系统”（西班牙語：Sistema de Alerta Sísmica para la Ciudad de Oaxaca, SASO），为墨西哥城和瓦哈卡州提供预警监测服务。2005年，这两个系统被合并为“墨西哥地震预警系统”（西班牙語：Sistema de Alerta Sísmica Mexicano, SASMEX）。
墨西哥城地震预警系统于1993年开始向墨西哥城的公众发布地震预警信息，并于1995年格雷罗地震中首次发布预警信息。而在2003年时，墨西哥地震仪表与记录中心研制的瓦哈卡市地震预警系统投入使用。墨西哥地震预警系统的预警台网主要分布在巴亚尔塔港沿岸南部、格雷罗州山区、普埃布拉北部和瓦哈卡州大部地区，由墨西哥地震仪表与记录中心负责建设和维护工作，采用甚高频波段广播地震预警，可为墨西哥腹地的民众争取数十秒的避险时间。该系统设施设备较为简易，预警技术较为原始，可靠性较差。而且由于墨西哥政府对系统的重要性认识不足，运行维护资金缺乏，导致系统的覆盖人口较少，警报范围较小。
目前，墨西哥地震预警系统下用于地震监测的台站共有97个，集中分布在该国西南沿海地区。

### 罗马尼亚
弗朗恰县是罗马尼亚地震活动性最高的地区，是欧洲活动性最高的壳下地震区和世界上最特殊的地震带之一。具有活动性的本地孤立性和有限性、壳下能量释放的有限性、破坏性地震重复率高的特点。鉴于发震区域的高度局限性，罗马尼亚国家地球物理研究所在弗朗恰地区布设了2组台阵和102座台站，并基于这两组台阵建立起专门为布加勒斯特提供地震预警信息服务的地震预警系统。此外，该系统还为罗马尼亚国家物理与核工业研究所提供预警信息服务，以保证所内核燃料的安全。

### 台湾地区

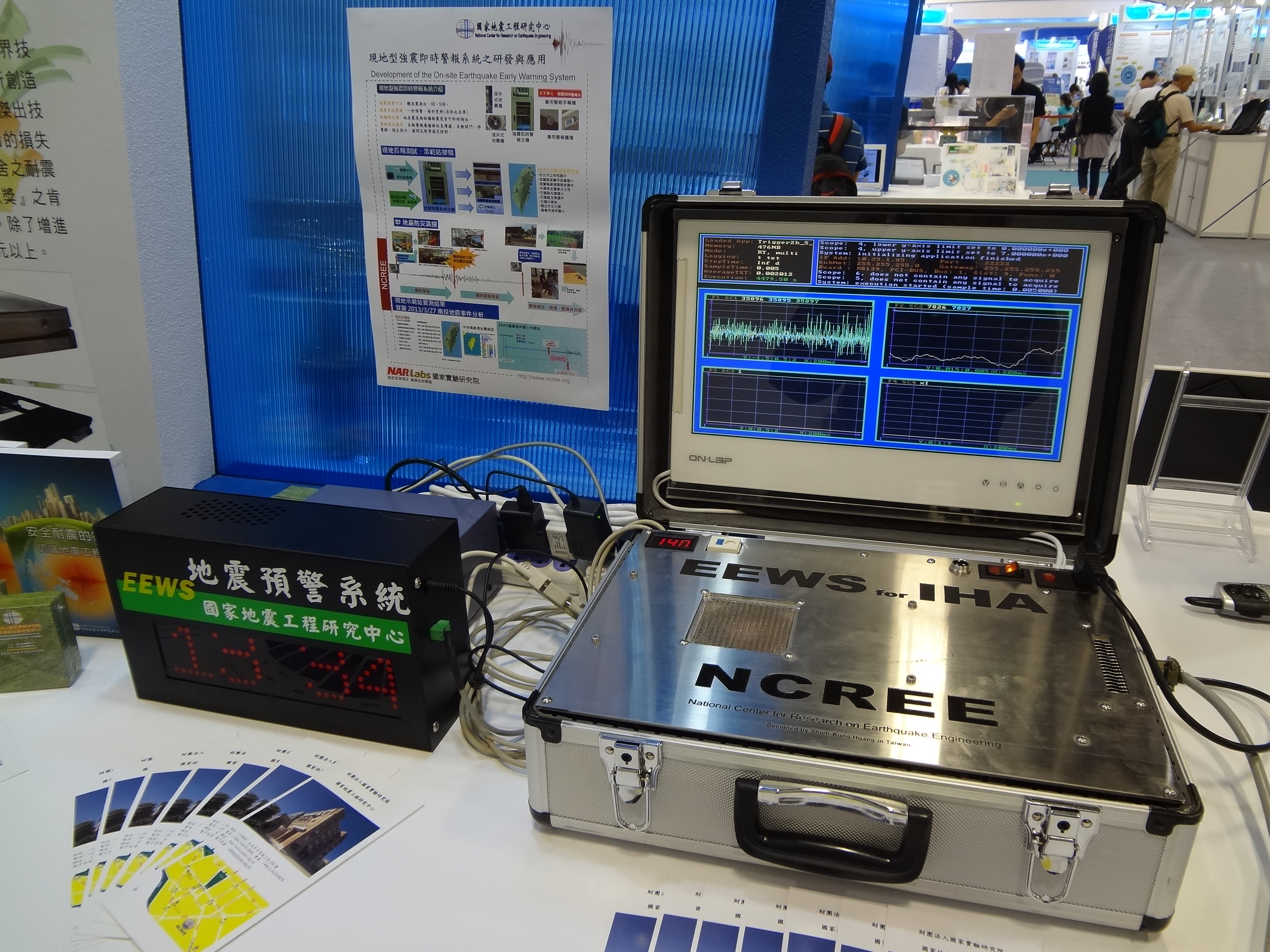
在2013年台北国际发明暨技术交易展中，国家实验研究院国家地震工程研究中心展示的现地型强震即时警报系统。

1986年花莲地震的灾情状况促使交通部中央气象局（今中央气象署）启动地震预警系统的研发工作。1994年，交通部中央气象局在台湾花莲县装设地震预警试验系统，后于1998年停止监测。2001年，中央气象局开始进行地震预警系统的成效测试。2008年，中华民国国家实验研究院下属的国家灾害防救科技中心、国家地震工程研究中心与國家高速網路與計算中心开始与中央气象局合作研发强震即时警报系统。2014年中央气象局开始全面对中小学发布强震即时警报。同年，中华民国交通部中央气象局与企业合作，推出强震即时警报移动应用程序以供大众使用。2016年強震即時警報系統與災防告警細胞廣播系統介接，使用4G服務的智慧型手機可接收地震預警訊息。另外截至2019年11月，P-Alert觀測網已建成测站721个。
交通部中央气象署通过计算机软件、移动应用程序、灾防告警系统、电视媒体等形式向社会快速发布预警信息。据中央气象署数据显示，对于发生在台湾岛内和近海海域的地震，该系统可在震后20秒内对外发布警报，并可对震中70千米以外的地区提供预警。但亦有批评指出该系统在预警发布经验、警报播送时效性、政府政策配套等方面存在不足。
除中央气象署的强震即时警报系统外，台湾另有“台灣即時地震監測”（TREM）和“P波警報器強震網”两家自行架设地震预警台站的第三方地震预警网。其中，“台灣即時地震監測”於2022年在全台各地部署80多個觀測站點；中央研究院则結合國家科學及技術委員會、中研院地球科学研究所和國立台灣大學地質系所的相關資源成立“P波警報器強震網”，並在全台中小學、學術機構內，架設超過700個強震儀開展監測預警業務。

### 土耳其
在1999年伊兹密特地震和1999年迪兹杰地震后，土耳其政府开始对北安那托利亚断层高度的地震活动性加以重视，并启动了地震预警系统的设计与建设工作。随后，土耳其政府先后在伊斯-库尔的高层写字楼和安隆-特拉尔基亚发电站建设了地震预警试验系统。2002年，土耳其政府正式启动了伊斯坦布尔地震预警系统的部署工作。伊斯坦布尔地震预警系统以布设在马尔马拉海北海岸的10台强震仪和5台海底地震仪为依托，采异地预警模式进行工作。若台网中有2至3个台站观测到的地面运动强度超过预先设定的阈值，系统即会对外发布警报。
除伊斯坦布尔已启用的地震预警系统外，土耳其有关当局还基于伊斯坦布尔阿塔科伊的20座台站观测设备建立了“自适应性地震预警信息网络系统”（SOSEWIN），目前正处于测试运行状态。该系统采用去中心化设计，在每个台站内都装配了传感器、内部处理器和无线通信器，并可将本地地震动参数向台网内其他台站共享。因此，该系统未来可实现单台站输出和多通道输出两种方式发布预警信息。

### 美国

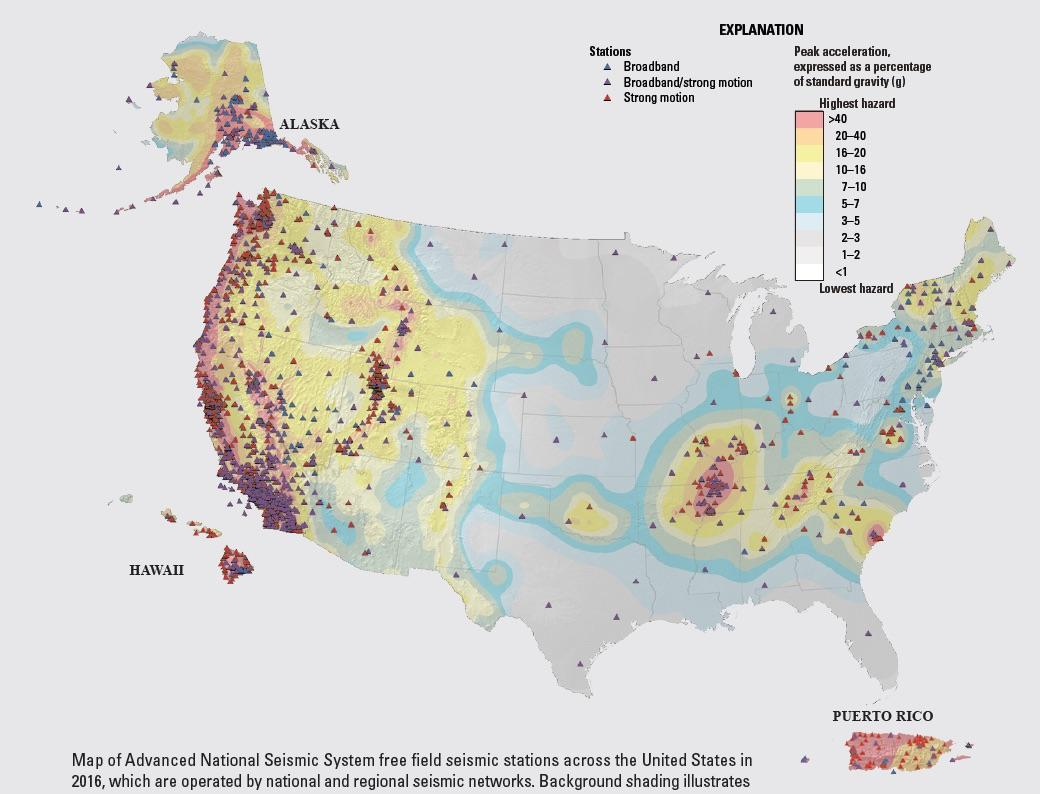
2016年，美国地质调查局的ANSS自由场地震台网分布图。

目前，美国地质调查局正在加利福尼亚州针对多套地震预警系统进行内部测试与研究，包括预警系统、虚拟地震学家系统（Virtual Seismologist）、预警系统及ShakeAlert系统。
预警系统由加州大学伯克利分校地震学实验室的艾伦教授设计研制。该系统利用布设在加州州内400余个场地的约600个地震观测台站实时传输观测数据，在检测到P波时，实时计算特征周期、信噪比、每秒地震动峰值等地震参数数据，结合运算产生的震级和地震动水平估计结果，实时产生警报图（AlertMap）等预警产品。
虚拟地震学家系统目前正在美国南加州地区和瑞士测试运行，该系统利用布设在加州的约600个地震观测台站传输数据，实时计算每秒的峰值地震运动加速度PGA、峰值地面运动速度PGV、峰值运动位移PGD数据，采用贝叶斯推断方法，以获得地震震级、震中位置等参数的最大似然函数。
基于神经网络算法的预警系统由加州综合地震台网（California Integrated Seismic Network）运行维护。在大震时能够估计断层破裂演化产生的地震动分布。该系统目前正在美国加州和伊斯坦布尔地区进行测试研究。
美国地质调查局投资建设的ShakeAlert预警系统当前正处于示范运行状态。2012年1月以来，该系统一直向选定的测试版用户发送地震预警信息。该系统汇集了预警系统和虚拟地震学家系统的技术成果，其中西海岸部分计划耗资3800万美元完成。该系统计划通过手机、电视、收音机和公共场所广播等方式，向公众播发地震预警。2019年10月，加利福尼亚州州长加文·纽森宣布系统正式对加州居民开放使用。居民可通过及手机应用或无线应急警讯接受预警。2020年8月起，加州居民的Android手机也会自动接收并推送地质调查局发布的地震预警。俄勒冈州和华盛顿州随后于2021年3月及5月亦分别开放预警功能，完善了美国西海岸的预警系统，但两款手机应用截至2021年5月仍未覆盖华盛顿州。

### 其他国家

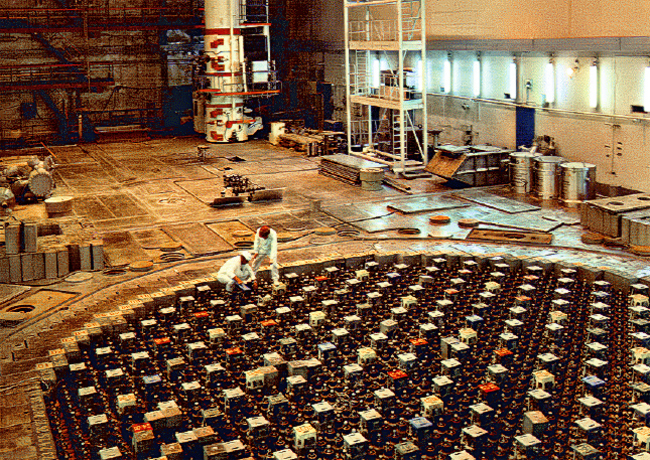
2008年，停运前的伊格纳利纳核电站反应堆。

加拿大研究人员于21世纪初在温哥华试验安装了Shakealarm系统，为当地提供地震预警服务。同时，立陶宛伊格纳利纳核电站也在1999年建成了一套采用地震动值预警的核电站地震预警系统，该系统由核电站周围的6个台站组成地震围栏，从而使伊格纳利纳核电站有能力在地震波到达2秒前插入反应堆控制棒，该系统于2009年年末随着该核电站关闭而退役。另外，伊朗水电资源开发公司也在该国的卡尔黑大坝建设了一座由6台加速度计和6台强震记录仪组成的地震监测网络。除此之外，瑞士、希腊也建造了特定设施专用地震预警系统。

## 局限

### 准确性
地震预警系统对快速响应的要求制约了其预警准确性的发挥。有研究者指出，地震预警系统当前存在大震震级难以准确测定、断层参数难以快速获取、漏报误报难以识别避免三大问题。
首先，由于地震预警系统需要在有限的时间段内利用P波段初始破裂的、局部有限的信息对地震规模和影响进行估计，因此目前地震预警系统对大震震级的预测准确性尚有待提高。地震学界现今主要采用长周期地震动数据、地震动幅值、地震动强度等三大类方式加以解决。而在面向普通公众发布预警时，则多采用预警分级和减少干扰信息的方式以避免对接收者造成困扰。譬如日本广播协会在发布“紧急地震速报（警报）”时一般仅列出震中参考位置、预警地区名称和地图三个信息，以提高公众地震预警的实用性。
其次，在破坏性地震发生后，由于发震断层的走向和倾向会对峰值地面运动的分布产生重大影响，并进而影响对地震破坏程度和影响范围的判定。因此，需要预先将断层分布、地表地质情况等数据录入预警系统。如美国地质调查局依据国家地震减灾计划的场地划分关系表及场地分类图将地表地质划分为B、C、D、E四类，从而在地震速报中快速生成ShakeMap烈度速报图。而中国地震局则计划运用《中国地震动参数区划图》和城市活断层探测及其地震危险性评价工程获取的数据来优化地震预警时生成的地震烈度预估产品。
最后，由于地震预警系统预警算法的局限和台网观测条件的不足，使得漏报和误报的情况无法避免。同时，地震预警漏报和误报容易导致不必要的停产误工、交通混乱、人员受伤等情况，更可能造成预警系统的信用损失和预警失效。具体的事例如，2013年8月8日，日本气象厅发布“奈良县发生7.8级地震”的紧急地震速报（警报），但实际上并未观测到有感地震，该次误报造成多对铁路列车停驶。原因是在三重县近海设置的海底地震计观测到噪音的同时，和歌山县北部恰好发生了2.3级地震。

### 覆盖率
地震预警系统对大范围地震台网的需求导致预警系统的台网覆盖范围有很大不足。如中国大陆尽管计划在其约960万平方千米的国土范围内建设地震预警台站15510个，但仍然不足以覆盖全国，仅能对地震危险性较高的中国华北、南北地震带、闽粤沿海和新疆天山中段地区进行重点预警。而墨西哥政府则由于预算资金等问题而仅能在该国197万平方千米的国土内建设预警台站97个，从而只能对墨国中部部分地区进行重点设防。
同时，部分地区地震预警的警报接收范围亦有很大不足。如在墨西哥城，2000万人口中仅有约440万人可以及时接收到预警信息。而在墨西哥瓦哈卡市，由于当地主管部门对地震预警系统的重视程度不够，未对预警系统投入充足资金和有效维护，导致许多地方仍未安装预警接收机。截至2013年，瓦哈卡市的5500所学校中只有76所配备了预警接收机。此外，通信网络建设亦可能制约地震预警系统效能的发挥。如台湾强震即时警报系统由于采用小区广播技术向部分移动设备发送警报，使得这部分接收者在手机处于飞行模式、进行CSFB语音通话或者身处于通讯网络不佳地区时难以接到警报消息。
对地震预警的教育和培训工作也是影响地震预警系统覆盖效果的重要因素。于2012年进行的一项面对中国内地公众的抽样调查显示，在室内收到地震预警后能作出正确反應的被调查者比例仅为45%。而2009年一项针对墨西哥地震预警系统接收效果的调查则显示，在216名受访者中，只有135人能够在地震来临时对预警作出有效识别，占比62.5%。

## 延伸阅读
- 保罗•盖斯帕里尼; 盖伊塔塔•曼弗雷迪; 约亨•斯高. . 北京: 地震出版社. 2014-05  [2018-08-02]. ISBN 978-7-5028-4333-5. （原始内容存档于2018-08-02） （中文（中国大陆））.
- 李小军. . 北京: 地震出版社. 2014-09  [2018-08-02]. ISBN 978-7-5487-0142-2. （原始内容存档于2018-08-02） （中文（中国大陆））.
- 仇永海. . 长沙: 中南大学出版社. 2010-12  [2018-08-02]. ISBN 978-7-5028-4457-8. （原始内容存档于2018-08-02） （中文（中国大陆））.
- 金日光. . 武汉: 中国地质大学出版社. 2009-10  [2018-08-02]. ISBN 978-7-5625-2385-7. （原始内容存档于2018-08-02） （中文（中国大陆））.
- 全国地震标准化技术委员会.  (PDF). 北京: 地震出版社. 2009-10  [2015-01-28]. ISBN 978-7-5028-4589-6. （原始内容存档 (PDF)于2016-08-19） （中文（中国大陆））.
- (PDF). 日本气象厅. 2016  [2018-08-02]. （原始内容存档 (PDF)于2016-09-28） （日语）.